# Нелидово (Сокольский район)
Нели́дово — деревня в Сокольском районе Вологодской области.
Входит в состав Воробьёвского сельского поселения, с точки зрения административно-территориального деления — в Воробьёвский сельсовет. Расположена к югу от автодороги А123.
Расстояние по автодороге до районного центра Сокола — 62 км, до центра муниципального образования Воробьёва — 6 км. Ближайшие населённые пункты — Большая, Большие Ивановские, Сукманица, Петряево.
По переписи 2002 года население — 14 человек.